# Комиссар государственной безопасности
Комиссар государственной безопасности — специальное звание высшего командного состава ГУГБ НКВД СССР и НКГБ СССР.

## История
Следующие звания были введены 7 октября 1935 года:
- Комиссар государственной безопасности 3-го ранга — примерно соответствовало званию комкор (генерал-лейтенант)
- Комиссар государственной безопасности 2-го ранга — примерно соответствовало званию командарм 2-го ранга (генерал-полковник)
- Комиссар государственной безопасности 1-го ранга — примерно соответствовало званию командарм 1-го ранга (генерал армии)

26 ноября 1935 года введено звание:
- Генеральный комиссар государственной безопасности — примерно соответствовало званию Маршал Советского Союза

9.2.1943 года введено звание: 
- Комиссар государственной безопасности — примерно соответствовало званию генерал-майор; введено вместо звания «старший майор государственной безопасности» (комбриг или комдив).

## Список комиссаров государственной безопасности
| Фамилия, имя, отчество              | Годы жизни   | Годы жизни | Дата присвоения звания | Должность на момент присвоения звания                                                                                                   |
| Фамилия, имя, отчество              | год рождения | год смерти | Дата присвоения звания | Должность на момент присвоения звания                                                                                                   |
| Аркадьев, Дмитрий Васильевич        | 1900         | 1954       | 14.02.1943             | заместитель начальника 1 отдела транспортного управления НКВД СССР                                                                      |
| Бабаджанов, Юлдаш Бабаджанович      | 1906         | 1972       | 14.02.1943             | заместитель наркома внутренних дел Узбекской ССР                                                                                        |
| Бабич, Исай Яковлевич               | 1902         | 1948       | 14.02.1943             | начальник особого отдела НКВД Северо-Западного фронта                                                                                   |
| Баскаков, Михаил Иванович           | 1905         | 1968       | 14.02.1943             | нарком внутренних дел Карело-Финской ССР                                                                                                |
| Баштаков, Леонид Фокеевич           | 1900         | 1970       | 14.02.1943             | начальник Высшей школы НКВД СССР |
| Белкин, Михаил Ильич                | 1901         | 1980       | 14.02.1943             | начальник особого отдела НКВД Северо-Кавказского фронта                                                                                 |
| Бурдаков, Семён Николаевич          | 1901         | 1978       | 14.02.1943             | начальник Ухто-Ижемского комбината и управления Ухто-Ижемского ИТЛ НКВД СССР                                                            |
| Быстров, Александр Семёнович        | 1904         | 1964       | 14.02.1943             | начальник особого отдела НКВД Ленинградского фронда                                                                                     |
| Вадис, Александр Анатольевич        | 1906         | 1968       | 14.02.1943             | начальник особого отдела НКВД Воронежского фронта                                                                                       |
| Виноградов, Валентин Васильевич     | 1906         | 1980       | 14.02.1943             | начальник особого отдела НКВД Тихоокеанского флота                                                                                      |
| Влодзимирский, Лев Емельянович      | 1903         | 1953       | 14.02.1943             | начальник следственной части по особо важным делам НКВД СССР                                                                            |
| Гагуа, Илларион Авксентиевич        | 1900         | 1951       | 14.02.1943             | нарком внутренних дел Абхазской АССР |
| Герцовский, Аркадий Яковлевич       | 1904         | 1956       | 14.02.1943             | начальник 1 спецотдела НКВД СССР |
| Гладков, Пётр Андреевич             | 1902         | 1984       | 14.02.1943             | начальник 9 отдела управления особых отделов НКВД СССР                                                                                  |
| Горлинский, Николай Дмитриевич      | 1907         | 1965       | 14.02.1943             | уполномоченный НКВД СССР по борьбе с бандитизмом на Северном Кавказе и охране перевалов Кавказского хребта при Северо-Кавказском фронте |
| Грибов, Михаил Васильевич           | 1905         | 1992       | 14.02.1943             | нарком внутренних дел Мордовской АССР                                                                                                   |
| Гузявичюс, Александр Августович     | 1908         | 1969       | 14.02.1943             | начальник 3 отделения 1 отдела 4 управления НКВД СССР                                                                                   |
| Гульст, Вениамин Наумович           | 1900         | 1972       | 14.02.1943             | начальник 3 отдела транспортного управления НКВД СССР                                                                                   |
| Давлианидзе, Сергей Семёнович       | 1904         | 1967       | 14.02.1943             | начальник транспортного отдела НКВД Закавказской железной дороги                                                                        |
| Давыдов, Александр Михайлович       | 1899         | 1980       | 14.02.1943             | начальник особого отдела НКВД 3-й ударной армии Калининского фронта                                                                     |
| Добрынин, Георгий Прокопьевич       | 1907         | 1977       | 14.02.1943             | начальник управления охраны и режима ГУЛАГ НКВД СССР                                                                                    |
| Дроздецкий, Павел Гаврилович        | 1903         | 1979       | 14.02.1943             | начальник УНКВД Челябинской области |
| Егнаташвили, Александр Яковлевич    | 1887         | 1948       | 14.02.1943             | заместитель начальника 1 отдела НКВД СССР                                                                                               |
| Егоров, Сергей Егорович             | 1905         | 1959       | 14.02.1943             | 1-й заместитель начальника Дальстроя НКВД СССР                                                                                          |
| Емельянов, Степан Фёдорович         | 1902         | 1988       | 14.02.1943             | 1-й заместитель наркома внутренних дел Азербайджанской ССР                                                                              |
| Ермолаев, Николай Дмитриевич        | 1905         | 1958       | 14.02.1943             | начальник особого отдела НКВД Черноморского флота                                                                                       |
| Железников, Николай Иванович        | 1906         | 1974       | 14.02.1943             | начальник особого отдела НКВД Среднеазиатского военного округа                                                                          |
| Жуков, Георгий Сергеевич            | 1907         | 1978       | 14.02.1943             | начальник 4 отдела 2 управления НКВД СССР                                                                                               |
| Зеленин, Павел Васильевич           | 1902         | 1965       | 14.02.1943             | начальник особого отдела НКВД Юго-Западного фронта                                                                                      |
| Ильин, Виктор Николаевич            | 1904         | 1990       | 14.02.1943             | начальник 2 отдела 3 управления НКВД СССР                                                                                               |
| Илюшин-Эдельман, Илья Израилевич    | 1897         | 1974       | 14.02.1943             | заместитель начальника 3 управления НКВД СССР                                                                                           |
| Какучая, Варлам Алексеевич          | 1905         | 1982       | 14.02.1943             | заместитель начальника 4 управления НКВД СССР                                                                                           |
| Капанадзе, Андрей Павлович          | 1907         | 1983       | 14.02.1943             | нарком внутренних дел Аджарской АССР |
| Каранадзе, Григорий Теофилович      | 1902         | 1970       | 14.02.1943             | нарком внутренних дел Дагестанской АССР                                                                                                 |
| Клепов, Сергей Алексеевич           | 1900         | 1972       | 14.02.1943             | заместитель начальника 2 управления НКВД СССР                                                                                           |
| Кондаков, Пётр Павлович             | 1902         | 1970       | 14.02.1943             | начальник УНКВД Смоленской области |
| Копытцев, Алексей Иванович          | 1912         | 1987       | 14.02.1943             | заместитель начальника 5 управления НКВД СССР                                                                                           |
| Королев, Николай Андрианович        | 1907         | 1986       | 14.02.1943             | начальник особого отдела НКВД Брянского фронта                                                                                          |
| Коротков, Алексей Васильевич        | 1906         | 1945       | 14.02.1943             | нарком внутренних дел Таджикской ССР |
| Кравченко, Валентин Александрович   | 1906         | 1956       | 14.02.1943             | начальник 4 спецотдела НКВД СССР |
| Кузнецов, Александр Константинович  | 1903         | 1948       | 14.02.1943             | заместитель начальника 1 отдела НКВД СССР                                                                                               |
| Кумм, Борис Гансович                | 1897         | 1958       | 14.02.1943             | начальник 5 отделения 1 отдела 4 управления НКВД СССР                                                                                   |
| Лангфанг, Александр Иванович        | 1907         | 1990       | 14.02.1943             | начальник 4 отдела 1 управления НКВД СССР                                                                                               |
| Лапшин, Евгений Петрович            | 1900         | 1956       | 14.02.1943             | начальник 2 спецотдела НКВД СССР |
| Лебедев, Алексей Павлович           | 1906         | 1968       | 14.02.1943             | начальник особого отдела НКВД Балтийского флота                                                                                         |
| Леонтьев, Александр Михайлович      | 1902         | 1960       | 14.02.1943             | заместитель начальника Главного управления внутренних войск НКВД и начальник управления войск НКВД по охране тыла действующей армии     |
| Малинин, Леонид Андреевич           | 1907         | 1982       | 14.02.1943             | начальник УНКВД Новосибирской области                                                                                                   |
| Мальков, Павел Михайлович           | 1904         | 1983       | 14.02.1943             | начальник УНКВД Архангельской области                                                                                                   |
| Маркарян, Рубен Амбарцумович        | 1896         | 1956       | 14.02.1943             | заместитель наркома внутренних дел Азербайджанской ССР по оперработе                                                                    |
| Мартиросов, Георгий Иосифович       | 1906         | 1977       | 14.02.1943             | нарком внутренних дел Армянской ССР |
| Медведев, Александр Петрович        | 1905         | 1965       | 14.02.1943             | начальник УНКВД Саратовской области |
| Мельников, Дмитрий Иванович         | 1906         | 1956       | 14.02.1943             | начальник особого отдела НКВД Волховского фронта                                                                                        |
| Мельников, Николай Дмитриевич       | 1905         | 1944       | 14.02.1943             | начальник 1 отдела и заместитель начальника 4 управления НКВД СССР                                                                      |
| Москаленко, Иван Иванович           | 1907         | 1982       | 14.02.1943             | начальник 1 отдела и помощник начальника управления особых отделов НКВД СССР                                                            |
| Наседкин, Виктор Григорьевич        | 1905         | 1950       | 14.02.1943             | начальник ГУЛАГ НКВД СССР |
| Никольский, Михаил Иванович         | 1907         | 1974       | 14.02.1943             | начальник тюремного управления НКВД СССР                                                                                                |
| Новик, Альфонс Андреевич            | 1908         | 1996       | 14.02.1943             | начальник 4 отделения 2 отдела 4 управления НКВД СССР                                                                                   |
| Осетров, Николай Алексеевич         | 1905         | 1992       | 14.02.1943             | заместитель начальника управления особых отделов НКВД СССР                                                                              |
| Павлов, Илья Семёнович              | 1899         | 1964       | 14.02.1943             | заместитель начальника особого отдела НКВД Среднеазиатского военного округа                                                             |
| Павлов, Семён Никифорович           | 1899         | 1952       | 14.02.1943             | нарком внутренних дел Киргизской ССР |
| Петров, Александр Васильевич        | 1905         | 1989       | 14.02.1943             | 1-й заместитель начальника УНКВД Московской области по оперработе                                                                       |
| Питовранов, Евгений Петрович        | 1915         | 1999       | 14.02.1943             | начальник УНКВД Кировской области |
| Покотило, Сергей Викторович         | 1903         | нет данных | 14.02.1943             | начальник УНКВД Ростовской области |
| Портнов, Иван Борисович             | 1905         | 1966       | 14.02.1943             | начальник УНКВД Читинской области |
| Поташник, Матвей Моисеевич          | 1908         | 1964       | 14.02.1943             | начальник УНКВД Молотовской области |
| Райхман, Леонид Фёдорович           | 1908         | 1990       | 14.02.1943             | заместитель начальника 2 управления НКВД СССР                                                                                           |
| Родионов, Дмитрий Гаврилович        | 1906         | 1972       | 14.02.1943             | заместитель начальника экономического управления НКВД СССР                                                                              |
| Родованский, Яков Фёдорович         | 1894         | 1954       | 14.02.1943             | заместитель начальника 3 спецотдела НКВД СССР                                                                                           |
| Русак, Иван Тимофеевич              | 1906         | 1987       | 14.02.1943             | заместитель начальника особого отдела НКВД Северо-Западного фронта                                                                      |
| Рухадзе, Николай Максимович         | 1905         | 1955       | 14.02.1943             | начальник особого отдела НКВД Закавказского фронта                                                                                      |
| Ручкин, Алексей Фёдорович           | 1903         | 1975       | 14.02.1943             | начальник УНКВД Мурманской области |
| Рясной, Василий Степанович          | 1904         | 1995       | 14.02.1943             | начальник УНКВД Горьковской области |
| Савченко, Сергей Романович          | 1904         | 1966       | 14.02.1943             | заместитель наркома внутренних дел Украинской ССР                                                                                       |
| Сиднев, Алексей Матвеевич           | 1907         | 1958       | 14.02.1943             | начальник особого отдела НКВД Карельского фронта                                                                                        |
| Стефанов, Алексей Георгиевич        | 1902         | 1967       | 14.02.1943             | заместитель начальника отдела кадров, начальник особой инспекции НКВД СССР                                                              |
| Строкач, Тимофей Амвросиевич        | 1903         | 1963       | 14.02.1943             | заместитель наркома внутренних дел Украинской ССР                                                                                       |
| Суходольский, Владимир Николаевич   | 1907         | 1966       | 14.02.1943             | начальник УНКВД Тульской области |
| Тимофеев, Михаил Михайлович         | 1896         | 1977       | 14.02.1943             | начальник управления лагерей лесной промышленности НКВД СССР                                                                            |
| Ткаченко, Иван Максимович           | 1910         | 1955       | 14.02.1943             | начальник УНКВД Ставропольского края |
| Токарев, Дмитрий Степанович         | 1902         | 1993       | 14.02.1943             | начальник УНКВД Калининской области |
| Тутушкин, Фёдор Яковлевич           | 1900         | 1959       | 14.02.1943             | заместитель начальника управления особых отделов НКВД СССР                                                                              |
| Ханников, Николай Георгиевич        | 1896         | 1948       | 14.02.1943             | начальник особого отдела НКВД Калининского фронта                                                                                       |
| Чесноков, Александр Николаевич      | 1900         | 1991       | 14.02.1943             | начальник особого отдела НКВД Дальневосточного фронта                                                                                   |
| Шадрин, Дмитрий Николаевич          | 1906         | 1994       | 14.02.1943             | заместитель начальника 1 отдела НКВД СССР                                                                                               |
| Шевелёв, Иван Григорьевич           | 1904         | 1998       | 14.02.1943             | начальник 5 управления НКВД СССР |
| Шикторов, Иван Сергеевич            | 1908         | 1978       | 14.02.1943             | заместитель начальника УНКВД Ленинградской области                                                                                      |
| Эйтингон, Наум Исаакович            | 1899         | 1981       | 14.02.1943             | заместитель начальника 4 управления НКВД СССР                                                                                           |
| Эсаулов, Анатолий Александрович     | 1905         | 1954       | 14.02.1943             | начальник следственной части 3 управления НКВД СССР                                                                                     |
| Яковлев, Василий Терентьевич        | 1899         | 1950       | 14.02.1943             | начальник 2 отдела 1 управления НКВД СССР                                                                                               |
| Якубов, Мир Теймур Мир Алекпер оглы | 1904         | 1970       | 14.02.1943             | нарком внутренних дел Азербайджанской ССР                                                                                               |
| Долгих, Иван Ильич                  | 1904         | 1961       | 24.04.1943             | заместитель начальника УНКВД Хабаровского края                                                                                          |
| Петренко, Иван Григорьевич          | 1904         | 1950       | 24.04.1943             | начальник управления Нижнеамурского ИТЛ и управления Алтайского ИТЛ НКВД ССР                                                            |
| Богданов, Николай Кузьмич           | 1907         | 1972       | 12.05.1943             | нарком внутренних дел Казахской ССР |
| Горбенко, Иван Иванович             | 1903         | 1985       | 12.05.1943             | начальник УНКВД Ростовской области |
| Закусило, Александр Алексеевич      | 1906         | 1987       | 12.05.1943             | начальник УНКВД Приморского края |
| Маркеев, Михаил Иванович            | 1905         | 1970       | 12.05.1943             | начальник УНКВД Ивановской области |
| Матевосов, Иван Иванович            | 1905         | 1979       | 12.05.1943             | нарком внутренних дел Армянской ССР |
| Павлов, Михаил Фёдорович            | 1900         | 1985       | 12.05.1943             | начальник УНКВД Челябинской области |
| Петровский, Фёдор Павлович          | 1907         | 1959       | 12.05.1943             | начальник УНКВД Новосибирской области                                                                                                   |
| Попков, Иван Григорьевич            | 1904         | 1978       | 12.05.1943             | начальник УНКВД Свердловской области |
| Пчёлкин, Афанасий Афанасьевич       | 1903         | 1976       | 12.05.1943             | нарком внутренних дел Киргизской ССР |
| Текаев, Борис Ильич                 | 1908         | 1980       | 12.05.1943             | нарком внутренних дел Северо-Осетинской АССР                                                                                            |
| Харченко, Андрей Владимирович       | 1907         | 1965       | 12.05.1943             | нарком внутренних дел Таджикской ССР |
| Юхимович, Семён Петрович            | 1900         | 1975       | 15.05.1943             | начальник отдела контрразведки СМЕРШ НКВД СССР                                                                                          |
| Леонюк, Фома Акимович               | 1892         | 1967       | 02.07.1943             | начальник отдела по борьбе с детской беспризорностью и безнадзорностью НКВД СССР                                                        |
| Каверзнев, Михаил Кириллович        | 1905         | 1975       | 27.07.1943             | нарком государственной безопасности Узбекской ССР                                                                                       |
| Свинелупов, Михаил Георгиевич       | 1903         | 1979       | 27.07.1943             | заместитель наркома государственной безопасности СССР по кадрам                                                                         |
| Дроздов, Виктор Александрович       | 1902         | 1966       | 07.08.1943             | начальник отдела по борьбе с бандитизмом НКВД СССР                                                                                      |
| Синегубов, Николай Иванович         | 1895         | 1971       | 16.08.1943             | заместитель наркома путей сообщения СССР                                                                                                |
| Бельченко, Сергей Саввич            | 1902         | 2002       | 17.08.1943             | заместитель начальника Центрального штаба партизанского движения при Ставке ВГК                                                         |
| Зарубин, Василий Михайлович         | 1894         | 1972       | 20.09.1943             | резидент НКГБ СССР в США |
| Карпов, Георгий Григорьевич         | 1898         | 1967       | 20.09.1943             | начальник 5 отдела 2 управления НКГБ СССР                                                                                               |
| Медведский, Василий Лаврентьевич    | 1896         | 1945       | 20.09.1943             | начальник 4 отдела 3 управления НКГБ СССР                                                                                               |
| Новобратский, Лев Ильич             | 1907         | 1980       | 20.09.1943             | начальник 6 отдела 2 управления НКГБ СССР                                                                                               |
| Овакимян, Гайк Бадалович            | 1898         | 1967       | 20.09.1943             | заместитель начальника 1 управления НКГБ СССР                                                                                           |
| Иванов, Иона Иванович               | 1900         | 1966       | 21.09.1943             | заместитель начальника УНКГБ Ленинградской области                                                                                      |
| Окунев, Павел Игнатьевич            | 1906         | нет данных | 26.10.1943             | начальник УНКВД Главного управления строительства Дальнего Севера НКВД СССР                                                             |
| Прошин, Василий Степанович          | 1902         | 1955       | 16.11.1943             | начальник УНКВД Сталинградской области                                                                                                  |
| Мещанов, Павел Самсонович           | 1900         | 1983       | 19.11.1943             | начальник УНКГБ Ставропольского края |
| Смирнов, Павел Петрович             | 1896         | 1983       | 19.11.1943             | начальник административно-хозяйственного и финансового управления НКГБ СССР                                                             |
| Голубев, Николай Алексеевич         | 1902         | 1958       | 14.12.1943             | начальник УНКВД Воронежской области |
| Губин, Владимир Владимирович        | 1904         | 1972       | 14.12.1943             | начальник УНКВД Ярославской области |
| Завгородний, Георгий Степанович     | 1903         | 1976       | 14.12.1943             | начальник управления исправительно-трудовых лагерей и колоний и заместитель начальника ГУЛАГ НКВД СССР                                  |
| Запевалин, Михаил Александрович     | 1905         | 1972       | 14.12.1943             | 1-й заместитель начальника УНКВД Московской области                                                                                     |
| Зверев, Александр Дмитриевич        | 1911         | 1986       | 14.12.1943             | начальник УНКВД Горьковской области |
| Орлов, Павел Александрович          | 1900         | 1957       | 14.12.1943             | заместитель начальника управления по делам военнопленных и интернированных НКВД СССР                                                    |
| Ратушный, Николай Тимофеевич        | 1906         | 1958       | 14.12.1943             | заместитель начальника управления по делам военнопленных и интернированных НКВД СССР                                                    |
| Смирнов, Владимир Иванович          | 1895         | 1972       | 14.12.1943             | заместитель начальника отдела кадров НКВД СССР                                                                                          |
| Сопруненко, Пётр Карпович           | 1908         | 1992       | 14.12.1943             | начальник Хреновского лагеря для военнопленных НКВД СССР                                                                                |
| Сидоров, Иван Кузьмич               | 1906         | 2000       | 21.12.1943             | начальник политического управления Дальстроя НКВД СССР                                                                                  |
| Харитонов, Фёдор Петрович           | 1907         | 1991       | 15.01.1944             | нарком внутренних дел Туркменской ССР                                                                                                   |
| Бзиава, Константин Павлович         | 1905         | 1972       | 14.03.1944             | нарком внутренних дел Кабардино-Балкарской АССР                                                                                         |
| Гришакин, Александр Дмитриевич      | 1903         | 1963       | 14.03.1944             | начальник УНКВД Тульской области |
| Жуков, Александр Алексеевич         | 1900         | 1944       | 14.03.1944             | начальник УНКВД Астраханской области |
| Трофимов, Борис Петрович            | 1902         | 1975       | 14.03.1944             | начальник УНКВД Курской области |
| Фирсанов, Кондратий Филиппович      | 1902         | 1993       | 14.03.1944             | начальник УНКВД Орловской области |
| Бызов, Алексей Петрович             | 1904         | 1982       | 18.03.1944             | заместитель начальника УНКГБ Куйбышевской области                                                                                       |
| Быков, Давид Романович              | 1903         | 1982       | 18.03.1944             | начальник УНКГБ Омской области |
| Соколов, Алексей Григорьевич        | 1911         | 1985       | 18.03.1944             | нарком государственной безопасности Башкирской АССР                                                                                     |
| Филатов, Степан Иванович            | 1901         | 1980       | 18.03.1944             | нарком государственной безопасности Кабардино-Балкарской АССР                                                                           |
| Трубников, Владимир Матвеевич       | 1907         | 1979       | 20.03.1944             | начальник УНКВД Архангельской области                                                                                                   |
| Ефимов, Сергей Александрович        | 1899         | 1975       | 28.03.1944             | начальник 5 отделения 1 отдела 6 управления НКГБ СССР                                                                                   |
| Кузьмичёв, Сергей Фёдорович         | 1908         | 1989       | 28.03.1944             | заместитель начальника 1 отдела 6 управления НКГБ СССР                                                                                  |
| Погудин, Василий Иванович           | 1891         | 1958       | 28.03.1944             | старший оперуполномоченный 1 отделения 2 отдела 6 управления НКГБ СССР                                                                  |
| Сахаров, Борис Сергеевич            | 1898         | 1970       | 28.03.1944             | старший оперуполномоченный 2 отделения 2 отдела 6 управления НКГБ СССР                                                                  |
| Суслов, Николай Григорьевич         | 1899         | 1962       | 28.03.1944             | старший оперуполномоченный 3 отделения 2 отдела 6 управления НКГБ СССР                                                                  |
| Захаров, Александр Павлович         | 1905         | 1969       | 03.04.1944             | начальник УНКВД Молотовской области |
| Павлов, Николай Иванович            | 1914         | 1990       | 03.04.1944             | начальник УНКВД Саратовской области |
| Резев, Александр Иоганнесович       | 1905         | 1970       | 03.04.1944             | нарком внутренних дел Эстонской ССР |
| Эглит, Август Петрович              | 1896         | 1966       | 03.04.1944             | нарком внутренних дел Латвийской ССР |
| Мичурин-Равер, Марк Леонтьевич      | 1898         | 1963       | 10.04.1944             | начальник 6 отдела НКГБ Грузинской ССР                                                                                                  |
| Владимиров, Владимир Никифорович    | 1906         | 1994       | 16.05.1944             | начальник 3 спецотдела НКВД СССР |
| Атакишиев, Ага Салим Ибрагим оглы   | 1903         | 1970?      | 24.05.1944             | заместитель наркома государственной безопасности Азербайджанской ССР                                                                    |
| Сериков, Михаил Кузьмич             | 1894         | 1969       | 03.06.1944             | начальник управления пожарной охраны УНКВД Ленинградской области                                                                        |
| Бежанов, Григорий Акимович          | 1897         | 1955       | 12.07.1944             | заместитель начальника УНКГБ Ставропольского края                                                                                       |
| Фокин, Пётр Максимович              | 1900         | 1979       | 12.07.1944             | нарком государственной безопасности Крымской АССР                                                                                       |
| Панюшкин, Александр Семёнович       | 1905         | 1974       | 01.08.1944             | посол СССР в Китае |
| Гугучия, Александр Илларионович     | 1905         | 1981       | 19.08.1944             | заместитель наркома государственной безопасности Казахской ССР по кадрам                                                                |
| Нибладзе, Ираклий Ильич             | 1906         | 1984       | 19.08.1944             | заместитель наркома государственной безопасности Грузинской ССР по кадрам                                                               |
| Зачепа, Иван Иванович               | 1900         | 1976       | 22.08.1944             | начальник УНКГБ Молотовской области |
| Лорент, Пётр Павлович               | 1898         | 1966       | 22.08.1944             | начальник транспортного отдела НКГБ Московско-Курской железной дороги                                                                   |
| Мошенский, Авксентий Леонтьевич     | 1900         | 1981       | 22.08.1944             | начальник транспортного отдела НКГБ Западной железной дороги                                                                            |
| Мухин, Андрей Фёдорович             | 1902         | 1970       | 22.08.1944             | начальник транспортного отдела НКГБ Октябрьской железной дороги                                                                         |
| Осюнькин, Константин Павлович       | 1901         | нет данных | 22.08.1944             | начальник транспортного отдела НКГБ Томской железной дороги                                                                             |
| Самыгин, Дмитрий Семёнович          | 1897         | 1960       | 22.08.1944             | начальник транспортного отдела НКГБ Ленинской железной дороги                                                                           |
| Барташунас, Иосиф Марцианович       | 1895         | 1972       | 22.09.1944             | нарком внутренних дел Литовской ССР |
| Бабкин, Иван Андрианович            | 1893         | 1963       | 03.10.1944             | заместитель начальника отдела кадров НКГБ СССР                                                                                          |
| Ковшук-Бекман, Михаил Фомич         | 1898         | 1971       | 03.10.1944             | начальник УНКГБ Красноярского края |
| Смородинский, Владимир Тимофеевич   | 1904         | 1984       | 03.10.1944             | начальник отдела «В» НКГБ СССР |
| Есипенко, Даниил Иванович           | 1901         | 1984       | 09.10.1944             | заместитель наркома государственной безопасности Украинской ССР                                                                         |
| Блохин, Василий Михайлович          | 1895         | 1955       | 14.10.1944             | начальник комендантского отдела административно-хозяйственного и финансового управления НКГБ СССР                                       |
| Савинов, Михаил Иванович            | 1903         | 1978       | 24.11.1944             | нарком внутренних дел Якутской АССР |
| Андреев, Михаил Александрович       | (1906        | 1971       | 14.12.1944             | начальник отдела правительственной связи НКВД СССР                                                                                      |
| Горбулин, Павел Николаевич          | 1909         | 2000       | 14.12.1944             | нарком внутренних дел Татарской АССР |
| Григорян, Хорен Иванович            | 1902         | 1956       | 14.12.1944             | заместитель наркома внутренних дел Армянской ССР                                                                                        |
| Иванов, Владимир Васильевич         | 1909         | 1966       | 14.12.1944             | начальник секретариата Особого совещания НКВД СССР                                                                                      |
| Никитин, Дмитрий Михайлович         | 1899         | 1969       | 14.12.1944             | нарком внутренних дел Карело-Финской ССР                                                                                                |
| Шамарин, Андрей Васильевич          | 1904         | 1994       | 14.12.1944             | начальник УНКВД Кемеровской области |
| Шитиков, Никита Ионович             | 1896         | 1974       | 14.12.1944             | начальник отдела проверочно-фильтрационных лагерей НКВД СССР                                                                            |
| Шпигов, Николай Семёнович           | 1903         | 1956       | 30.12.1944             | заместитель начальника управления коменданта Московского Кремля НКГБ СССР по хозяйственной части                                        |
| Шемена, Семён Иванович              | 1903         | 1965       | 11.01.1945             | начальник 2 управления и заместитель начальника Главного управления по делам военнопленных и интернированных НКВД СССР                  |
| Буянов, Леонид Сергеевич            | 1911         | 1965       | 16.02.1945             | нарком внутренних дел Коми АССР |
| Капралов, Пётр Михайлович           | 1906         | 1964       | 16.02.1945             | заместитель наркома внутренних дел Литовской ССР                                                                                        |
| Комаров, Георгий Яковлевич          | 1897         | 1951       | 21.02.1945             | начальник треста «Колымснаб» Главного управления строительства Дальнего Севера НКВД СССР                                                |
| Корсаков, Георгий Аркадьевич        | 1901         | 1984       | 21.02.1945             | 2-й заместитель начальника Главного управления строительства Дальнего Севера НКВД СССР                                                  |
| Белолипецкий, Степан Ефимович       | 1905         | 1987       | 22.02.1945             | нарком внутренних дел Чувашской АССР |
| Ефимов, Дмитрий Ардалионович        | 1904         | 1987       | 09.03.1945             | начальник транспортного отдела НКГБ железной дороги им. Куйбышева                                                                       |
| Калининский, Михаил Иванович        | 1905         | 1986       | 09.03.1945             | нарком государственной безопасности Дагестанской АССР                                                                                   |
| Мордовец, Иосиф Лаврентьевич        | 1899         | 1976       | 09.03.1945             | нарком государственной безопасности Молдавской ССР                                                                                      |
| Демин, Владимир Иванович            | 1906         | 1988       | 29.03.1945             | начальник УНКВД Архангельской области                                                                                                   |
| Семёнов, Иван Павлович              | 1905         | 1972       | 29.03.1945             | начальник УНКВД Красноярского края |
| Бойков, Иван Павлович               | 1902         | 1987       | 14.04.1945             | начальник Богословского ИТЛ и строительства НКВД СССР                                                                                   |
| Мальцев, Михаил Митрофанович        | 1904         | 1982       | 14.04.1945             | начальник комбината «Воркутауголь» и управления Воркуто-Печорского ИТЛ и строительства НКВД СССР                                        |
| Панюков, Александр Алексеевич       | 1894         | 1962       | 14.04.1945             | начальник Норильского комбината и управления ИТЛ НКВД СССР                                                                              |
| Аллахвердов, Михаил Андреевич       | 1900         | 1968       | 25.04.1945             | начальник 8 отдела 1 управления НКГБ СССР                                                                                               |
| Журавлев, Павел Матвеевич           | 1898         | 1956       | 25.04.1945             | резидент НКГБ СССР в Каире |
| Павлов, Василий Павлович            | 1910         | 1962       | 09.06.1945             | начальник УНКВД Калининской области |
| Кочлавашвили, Александр Иванович    | 1906         | 1977       | нет данных             | заместитель наркома внутренних дел Грузинской ССР                                                                                       |
| Никитинский, Иосиф Илларионович     | 1905         | 1974       | нет данных             | начальник управления государственных архивов НКВД СССР                                                                                  |
| Плесцов, Сергей Иннокентьевич       | 1906         | 1972       | нет данных             | начальник УНКГБ Архангельской области                                                                                                   |

06.07.1945 Указом Президиума Верховного Совета СССР «О званиях, форме одежды и знаках различия начальствующего состава Народного комиссариата внутренних дел и Народного комиссариата государственной безопасности СССР» специальные звания начсостава НКВД и НКГБ были заменены на общевойсковые воинские звания.
В связи с этим произведена переаттестация, по результатам которой постановлением СНК СССР № 1663 от 09.07.1945 воинское звание генерал-майор было присвоено следующим комиссарам государственной безопасности:
1. АЛЛАХВЕРДОВУ Михаилу Андреевичу — начальнику 8-го отдела 1-го Управления НКГБ СССР;
2. АНДРЕЕВУ Михаилу Александровичу — начальнику Отдела правительственной связи НКВД СССР;
3. АРКАДЬЕВУ Дмитрию Васильевичу — начальнику Отдела железнодорожных и водных перевозок НКВД СССР;
4. АТАКИШЕВУ Ага-Салиму Ибрагим-оглы — заместителю наркома госбезопасности Азербайджанской ССР;
5. БАБАДЖАНОВУ Юлдашу Бабаджановичу — заместителю наркома внутренних дел Узбекской ССР;
6. БАБКИНУ Ивану Андриановичу — заместителю начальника Отдела кадров НКГБ СССР;
7. БАРТАШЮНАСУ Иосифу Марциановичу — Наркому внутренних дел Литовской ССР;
8. БАСКАКОВУ Михаилу Ивановичу — начальнику УНКГБ по Горьковской области;
9. БАШТАКОВУ Леониду Фокеевичу — начальнику Высшей школы НКГБ СССР;
10. БЕЖАНОВУ Григорию Акимовичу — Наркому госбезопасности Кабардинской АССР;
11. БЕЛОЛИПЕЦКОМУ Степану Ефимовичу — Наркому внутренних дел Чувашской АССР;
12. БЗИАВА Константину Павловичу — Наркому внутренних дел Кабардинской АССР;
13. БЛОХИНУ Василию Михайловичу — начальнику Комендантского отдела Административно-хозяйственного и финансового управления НКГБ СССР;
14. БОЙКОВУ Ивану Павловичу — начальнику Богословского ИТЛ и строительства НКВД;
15. БУЯНОВУ Леониду Сергеевичу — Наркому внутренних дел Коми АССР;
16. БЫЗОВУ Алексею Петровичу — начальнику УНКГБ по Брянской области;
17. БЫКОВУ Давиду Романовичу — Наркому госбезопасности Башкирской АССР;
18. ВЛАДИМИРОВУ Владимиру Никифоровичу — начальнику 3-го спецотдела НКВД СССР;
19. ГАГУА Иллариону Авксентьевичу — Наркому госбезопасности Абхазской АССР;
20. ГЕРЦОВСКОМУ Аркадию Яковлевичу — начальнику Отдела «А» НКГБ СССР;
21. ГОЛУБЕВУ Николаю Алексеевичу — Уполномоченному НКВД-НКГБ по Молдавии;
22. ГОРБЕНКО Ивану Ивановичу — начальнику УНКВД по Ростовской области;
23. ГОРБУЛИНУ Павлу Николаевичу — Наркому внутренних дел Татарской АССР;
24. ГРИБОВУ Михаилу Васильевичу — Наркому госбезопасности Мордовской АССР;
25. ГРИГОРЯНУ Хорену Ивановичу — заместителю наркома внутренних дел Армянской ССР;
26. ГРИШАКИНУ Александру Дмитриевичу — начальнику УНКВД по Тульской области;
27. ГУБИНУ Владимиру Владимировичу — начальнику УНКВД по Ярославской области;
28. ГУГУЧИЯ Александру Илларионовичу — заместителю наркома госбезопасности Казахской ССР по кадрам;
29. ГУЗЯВИЧЮСУ Александру Августовичу — Наркому госбезопасности Литовской ССР;
30. ГУЛЬСТУ Вениамину Наумовичу — начальнику 3-го отдела 3-го Управления НКГБ СССР;
31. ДАВЛИАНИДЗЕ Сергею Семёновичу — заместителю наркома госбезопасности Грузинской ССР;
32. ДЕМИНУ Владимиру Ивановичу — начальнику УНКВД по Архангельской области;
33. ДОБРЫНИНУ Григорию Прокофьевичу — 1-му заместителю начальника Главного управления ИТЛ и колоний НКВД СССР;
34. ДРОЗДОВУ Виктору Александровичу — в распоряжении НКВД СССР;
35. ЕГОРОВУ Сергею Егоровичу — начальнику 9-го Управления и заместителю начальника Главного управления лагерей горно-металлургических предприятий НКВД СССР;
36. ЕМЕЛЬЯНОВУ Степану Фёдоровичу — Наркому госбезопасности Азербайджанской ССР;
37. ЕСИПЕНКО Даниилу Ивановичу — заместителю наркома госбезопасности Украинской ССР;
38. ЕФИМОВУ Дмитрию Ардалионовичу — заместителю наркома госбезопасности Литовской ССР;
39. ЕФИМОВУ Сергею Александровичу — начальнику 5-го отделения 1-го отдела 6-го Управления НКГБ СССР;
40. ЖУРАВЛЕВУ Павлу Матвеевичу — резиденту НКГБ в Каире;
41. ЗАВГОРОДНЕМУ Георгию Степановичу — заместителю начальника Главного управления ИТЛ и колоний НКВД СССР;
42. ЗАКУСИЛО Александру Алексеевичу — начальнику УНКВД по Приморскому краю;
43. ЗАПЕВАЛИНУ Михаилу Александровичу — заместителю начальника Отдела «Ф» НКВД СССР;
44. ЗАРУБИНУ Василию Михайловичу — начальнику 6-го отдела 1-го Управления НКГБ СССР;
45. ЗАХАРОВУ Александру Павловичу — начальнику УНКВД по Молотовской области;
46. ЗАЧЕПЕ Ивану Ивановичу — начальнику УНКГБ по Молотовской области;
47. ЗВЕРЕВУ Александру Дмитриевичу — начальнику УНКВД по Горьковской области;
48. ИВАНОВУ Владимиру Васильевичу — начальнику Секретариата Особого совещания НКВД СССР;
49. ИЛЮШИНУ (ЭДЕЛЬМАНУ) Илье Израилевичу — начальнику 2-го отдела и заместителю начальника 2-го Управления НКГБ СССР;
50. КАВЕРЗНЕВУ Михаилу Кирилловичу — начальнику УНКГБ по Куйбышевской области;
51. КАКУЧАЯ Варламу Алексеевичу — Наркому госбезопасности Северо-Осетинской АССР;
52. КАЛИНИНСКОМУ Михаилу Ивановичу — Наркому госбезопасности Дагестанской АССР;
53. КАПРАЛОВУ Петру Михайловичу — заместителю наркома внутренних дел Литовской ССР;
54. КАРПОВУ Георгию Григорьевичу — начальнику 5-го отдела 2-го Управления НКГБ СССР;
55. КЛЕПОВУ Сергею Алексеевичу — заместителю начальника 3-го Управления НКГБ СССР;
56. КОВШУКУ-БЕКМАНУ Михаилу Фомичу — начальнику УНКГБ по Красноярскому краю;
57. КОМАРОВУ Георгию Яковлевичу — начальнику треста «Колымснаб» и заместителю начальника Дальстроя НКВД по снабжению;
58. КОНДАКОВУ Петру Павловичу — начальнику УНКГБ по Новосибирской области;
59. КОПЫТЦЕВУ Алексею Ивановичу — начальнику 2-го отдела и заместителю начальника 5-го Управления НКГБ СССР;
60. КОРСАКОВУ Георгию Аркадьевичу — 2-му заместителю начальника Дальстроя НКВД;
61. КОЧЛАВАШВИЛИ Александру Ивановичу — 1-му заместителю наркома внутренних дел Грузинской ССР;
62. КРАВЧЕНКО Валентину Александровичу — начальнику 4-го спецотдела НКВД СССР;
63. КУЗНЕЦОВУ Александру Константиновичу — начальнику 6-го Управления НКГБ СССР;
64. КУЗЬМИЧЕВУ Сергею Фёдоровичу — заместителю начальника 1-го отдела 6-го Управления НКГБ СССР;
65. КУММУ Борису Гансовичу — Наркому госбезопасности Эстонской ССР;
66. ЛЕОНЮКУ Фоме Акимовичу — начальнику Отдела по борьбе с детской беспризорностью и безнадзорностью НКВД СССР;
67. ЛОРЕНТУ Петру Павловичу — начальнику Транспортного отдела НКГБ Московско-Курской железной дороги;
68. МАЛИНИНУ Леониду Андреевичу — начальнику УНКГБ по Тернопольской области;
69. МАЛЬКОВУ Павлу Михайловичу — начальнику УНКВД по Ивановской области;
70. МАЛЬЦЕВУ Михаилу Митрофановичу — начальнику Управления Воркуто-Печорского ИТЛ и строительства НКВД и начальнику комбината «Воркутауголь» НКВД;
71. МАРКЕЕВУ Михаилу Ивановичу — Наркому внутренних дел Молдавской ССР;
72. МАРТИРОСОВУ Георгию Иосифовичу — заместителю начальника УНКГБ по Горьковской области;
73. МАТЕВОСОВУ Ивану Ивановичу — Наркому внутренних дел Армянской ССР;
74. МЕДВЕДЕВУ Александру Петровичу — начальнику УНКВД по Красноярскому краю;
75. МЕЩАНОВУ Павлу Самсоновичу — начальнику УНКГБ по Ставропольскому краю;
76. МИЧУРИНУ-РАВЕРУ Марку Леонтьевичу — начальнику 6-го отдела НКГБ Грузинской ССР;
77. МОРДОВЦУ Иосифу Лаврентьевичу — Наркому госбезопасности Молдавской ССР;
78. МОШЕНСКОМУ Авксентию Леонтьевичу — начальнику Транспортного отдела НКГБ Западной железной дороги;
79. МУХИНУ Андрею Фёдоровичу — начальнику Транспортного отдела НКГБ Октябрьской железной дороги;
80. НИБЛАДЗЕ Ираклию Ильичу — заместителю наркома госбезопасности Грузинской ССР по кадрам;
81. НИКИТИНУ Дмитрию Михайловичу — Наркому внутренних дел Карело-Финской ССР;
82. НИКИТИНСКОМУ Иосифу Илларионовичу — начальнику Управления государственных архивов НКВД СССР;
83. НИКОЛЬСКОМУ Михаилу Ивановичу — начальнику Тюремного управления НКВД СССР;
84. НОВИКСУ Альфонсу Андреевичу — Наркому госбезопасности Латвийской ССР;
85. НОВОБРАТСКОМУ Льву Ильичу — начальнику 6-го отдела 2-го Управления НКГБ СССР;
86. ОВАКИМЯНУ Гайку Бадаловичу — заместителю начальника 1-го Управления НКВД СССР;
87. ОКУНЕВУ Павлу Игнатьевичу — начальнику УНКВД по Дальстрою НКВД;
88. ОРЛОВУ Павлу Александровичу — заместителю наркома внутренних дел Молдавской ССР;
89. ОСЮНЬКИНУ Константину Павловичу — начальнику Окружного транспортного отдела НКГБ железных дорог Дальнего Востока;
90. ПАВЛОВУ Василию Павловичу — начальнику УНКВД по Калининской области;
91. ПАВЛОВУ Михаилу Фёдоровичу — начальнику УНКВД по Челябинской области;
92. ПАВЛОВУ Николаю Ивановичу — начальнику УНКВД по Саратовской области;
93. ПАВЛОВУ Семёну Никифоровичу — начальнику УНКГБ по Ярославской области;
94. ПАНЮКОВУ Александру Алексеевичу — начальнику Управления Норильского ИТЛ и комбината НКВД;
95. ПЕТРЕНКО Ивану Григорьевичу — начальнику Управления Нижне-Амурского ИТЛ НКВД;
96. ПЕТРОВУ Александру Васильевичу — начальнику УНКВД по Куйбышевской области;
97. ПЕТРОВСКОМУ Фёдору Павловичу — начальнику УНКВД по Новосибирской области;
98. ПИТОВРАНОВУ Евгению Петровичу — Наркому госбезопасности Узбекской ССР;
99. ПЛЕСЦОВУ Сергею Иннокентьевичу — начальнику УНКГБ по Архангельской области;
100. ПОГУДИНУ Василию Ивановичу — старшему оперуполномоченному 1-го отделения 2-го отдела 6-го Управления НКГБ СССР;
101. ПОКОТИЛО Сергею Викторовичу — начальнику УНКГБ по Ростовской области;
102. ПОПКОВУ Ивану Григорьевичу — начальнику УНКВД по Свердловской области;
103. ПОРТНОВУ Ивану Борисовичу — начальнику УНКВД по Читинской области;
104. ПОТАШНИКУ Матвею Моисеевичу — заместителю начальника УНКГБ по Челябинской области;
105. ПРОШИНУ Василию Степановичу — заместителю начальника Главного управления по борьбе с бандитизмом НКВД СССР;
106. ПЧЕЛКИНУ Афанасию Афанасьевичу — Наркому внутренних дел Киргизской ССР;
107. РАТУШНОМУ Николаю Тимофеевичу — заместителю начальника Главного управления по делам военнопленных и интернированных НКВД СССР;
108. РЕЗЕВУ Александру Иоганесовичу — Наркому внутренних дел Эстонской ССР;
109. РОДОВАНСКОМУ Якову Фёдоровичу — начальнику 7-го отдела 3-го Управления НКГБ СССР;
110. РУЧКИНУ Алексею Фёдоровичу — Наркому госбезопасности Чувашской АССР;
111. САВИНОВУ Михаилу Ивановичу — Наркому внутренних дел Якутской АССР;
112. САМЫГИНУ Дмитрию Семёновичу — начальнику Транспортного отдела НКГБ Ленинской железной дороги;
113. САХАРОВУ Борису Сергеевичу — старшему оперуполномоченному Контрольно-инспекторской группы 6-го Управления НКГБ СССР;
114. СВИНЕЛУПОВУ Михаилу Георгиевичу — заместителю наркома госбезопасности СССР по кадрам — начальнику Отдела кадров НКГБ СССР;
115. СЕМЁНОВУ Ивану Павловичу — начальнику УНКВД по Красноярскому краю;
116. СЕРИКОВУ Михаилу Кузьмичу — начальнику Управления пожарной охраны УНКВД по Ленинградской области;
117. СИДОРОВУ Ивану Кузьмичу — начальнику Политического управления Дальстроя НКВД;
118. СМИРНОВУ Владимиру Ивановичу — начальнику Отдела контрразведки СМЕРШ НКВД СССР;
119. СМИРНОВУ Павлу Петровичу — начальнику Административно-хозяйственного и финансового управления НКГБ СССР;
120. СМОРОДИНСКОМУ Владимиру Тимофеевичу — начальнику отдела «В» НКГБ СССР;
121. СОКОЛОВУ Алексею Григорьевичу — начальнику УНКГБ по Омской области;
122. СОПРУНЕНКО Петру Карповичу — в распоряжении НКВД СССР;
123. СТЕФАНОВУ Алексею Георгиевичу — начальнику Особой инспекции — заместителю начальника Отдела кадров НКВД СССР;
124. СУСЛОВУ Николаю Григорьевичу — старшему оперуполномоченному 3-го отделения 2-го отдела 6-го Управления НКГБ СССР;
125. СУХОДОЛЬСКОМУ Владимиру Николаевичу — начальнику УНКГБ по Тульской области;
126. ТЕКАЕВУ Борис Ильичу — Наркому внутренних дел Северо-Осетинской АССР;
127. ТИМОФЕЕВУ Михаилу Михайловичу — начальнику Управления лагерей лесной промышленности НКВД СССР;
128. ТОКАРЕВУ Дмитрию Степановичу — Наркому госбезопасности Таджикской ССР;
129. ТРОФИМОВУ Борису Петровичу — начальнику УНКВД по Курской области;
130. ТРУБНИКОВУ Василию Матвеевичу — начальнику УНКВД по Ровенской области;
131. ФИЛАТОВУ Степану Ивановичу — начальнику УНКГБ по Молотовской области;
132. ФИРСАНОВУ Кондратию Филипповичу — начальнику УНКВД по Брянской области;
133. ХАРЧЕНКО Андрею Владимировичу — Наркому внутренних дел Таджикской ССР;
134. ШАДРИНУ Дмитрию Николаевичу — начальнику 2-го отдела и заместителю начальника 6-го Управления НКГБ СССР
135. ШАМАРИНУ Андрею Васильевичу — начальнику УНКВД по Кемеровской области;
136. ШЕМЕНЕ Семёну Ивановичу — начальнику 2-го Управления — заместителю начальника Главного управления по делам военнопленных и интернированных НКВД СССР;
137. ШИТИКОВУ Никите Ионовичу — начальнику Отдела проверочно-фильтрационных лагерей НКВД СССР;
138. ШПИГОВУ Николаю Семёновичу — заместителю начальника Управления коменданта Московского Кремля НКГБ СССР по хозяйственной части;
139. ЭГЛИТУ Августу Петровичу — Наркому внутренних дел Латвийской ССР;
140. ЭЙТИНГОНУ Науму Исааковичу — заместителю начальника 4-го Управления НКВД СССР;
141. ЭСАУЛОВУ Анатолию Александровичу — заместителю наркома госбезопасности Белорусской ССР;
142. ЮХИМОВИЧУ Семёну Петровичу — начальнику УНКВД по Одесской области;
143. ЯКОВЛЕВУ Василию Терентьевичу — начальнику 2-го отдела 1-го Управления НКГБ СССР.

В дальнейшем генеральские звания не присваивались до 1954 года.